# Lucius Cornelius Cinna
Lucius Cornelius Cinna (n. 135 î.Hr., Roma Antică – d. 84 î.Hr., Ancona, Italia) a fost consul de patru ori al Republicii Romane, servind patru mandate consecutive între 87 și 84 î.Hr. și membru al vechii familii romane Cinna din ginta Cornelia.
Influența lui Cinna în Roma a exacerbat tensiunile care existau între Gaius Marius și Lucius Cornelius Sulla. După moartea lui Marius, el a devenit puterea de frunte din Roma până la moartea sa. Principalul său impact asupra politicii romane a fost capacitatea sa de a-și acoperi tirania și de a face să pară că lucrează sub un guvern constituțional. Politicile sale l-au afectat și pe Iulius Cezar, care s-a căsătorit cu fiica sa.